# Carmella Bing
Carmella Bing (Salem, Oregon, 21 oktober 1981) is de artiestennaam van een Amerikaanse pornoactrice. Ze heeft in meer dan 100 films gespeeld en ze werkt onder meerdere artiestennamen (Carmella, Mellons). Haar echte naam is Sarah Faas.
Op 18-jarige leeftijd sloot ze zich aan bij een dansschool en begon te werken als gastvrouw. Ze liet haar busteomvang vergroten tot 110DD. Toen ze 24 jaar was, in november 2005, begon ze haar carrière als een pornoactrice en werd bekend voor haar optredens in films van het genre "Big Breast". Naast Shyla Stylez heeft ze de meeste video-scènes in Brazzers Network, een van de bekendste pornosites op het internet. In 2007 werd ze door de Britse Adult Film Awards verkozen tot "Best Overseas Female Performer". Bing speelt in films van Evil Angel, Vivid Entertainment, Hustler en Digital Playground. Ze werkte met regisseurs Axel Braun, Manuel Ferrara, Robby D. en Lexington Steele.

## Prijzen
- 2007 UK Adult Film Awards – Best Overseas Female Performer[2]

## Filmografie
- 2009: Breast Worship 2
- 2009: Curvy Girls 4
- 2009: Don't Make Me Beg
- 2009: In the Army Now
- 2009: Naughty Office 16
- 2009: Real Female Orgasms 10
- 2009: Welcome to Boobsville
- 2008: 2 Chicks Same Time 3
- 2008: Anal Buffet
- 2008: Big Boob Orgy
- 2008: Big Tits at Work 5
- 2008: Big Tops 2
- 2008: Big Wet Tits 6
- 2008: Boob Bangers 5
- 2008: Busty Housewives
- 2008: Cleavage
- 2008: IRock
- 2008: Load Warriors
- 2008: Meet the Twins 14
- 2008: My First Sex Teacher #13
- 2008: Rack by Popular Demand 3
- 2008: Sexy Bitch
- 2008: Swimsuit Calendar Girls 2
- 2007: Anal Asspirations 7
- 2007: Angels of Debauchery 7
- 2007: Big MILF Juggs
- 2007: Big Tits at School
- 2007: Big Tits at Work
- 2007: Bikini-Clad Cum Sluts
- 2007: Brianna Love Is Buttwoman
- 2007: Curvaceous
- 2007: Fuck My Tits 3
- 2007: Jack's POV 9
- 2007: Jack's Teen America: Mission 19
- 2007: Licensed to Blow
- 2007: Mayhem Explosions 6
- 2007: M.I.L.F. Internal 3
- 2007: MILFs Gone Anal 2
- 2007: My First Sex Teacher #12
- 2007: Naughty America 4 Her 2
- 2007: Pornstars Like It Big
- 2007: POV Casting Couch 22
- 2007: Rack It Up
- 2007: Sex Fiends 5
- 2007: Sodom 4
- 2007: Tittanic
- 2007: Top Heavy 4
- 2007: Wet Food 2
- 2006: Craving Big Cocks 14
- 2006: Naughty Office 4
- 2006: Double Decker Sandwich 8
- 2006: Juggernauts 5
- 2006: Anal Addicts 28
- 2006: Ass Eating Anal Whores
- 2006: Bang My Tasty Twat
- 2006: Big Tit Anal Whores 3
- 2006: Big Tit Brotha Lovers 8
- 2006: Brianna Love Oversexed
- 2006: Brunettes Eat More Cum
- 2006: Goo 4 Two 3
- 2006: Hardcore Whores 2
- 2006: Housewife 1 on 1 #5
- 2006: Juicy Juggs
- 2006: My First Porn 6
- 2006: Only Handjobs 4
- 2006: Oral Antics 4
- 2006: Top Guns 5